# 월운석

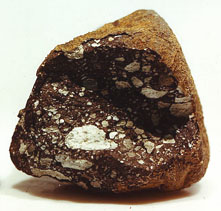
월운석

월운석(月隕石)은 달에서 나온 것으로 추정되는 운석을 말한다.
1982년 존 슈트는 남극 탐사를 이끌다가 특이한 운석을 발견하였다. 직후에 운석은 워싱턴으로 보내졌고 그곳에서 스미스소니언 협회의 지구 화학자 브라이언 메이슨은 그 샘플이 다른 알려진 운석과 다르며 아폴로 계획으로 달에서 가져온 월석과 약간 닮았다는 것을 인지하였다.
수년 후에 일본의 과학자들도 1979년에 있었던 남극 탐사에서 다른 월운석을 수집하였음을 인식하였다. 그 후 2017년 8월을 기준으로 약 306개의 월운석이 발견되었으며 이것들은 약 30회 이상의 운석 낙하로 생성된 것으로 추정된다. (하나의 운석이 낙하하면서 여러 개의 월운석으로 쪼개질 수 있다.) 발견된 월운석의 총 질량은 190kg 이상이다. 모든 월운석은 사막에서 발견되었는데 대부분 남극과 북아프리카, 오만 등이다. 북아메리카, 남아메리카 또는 유럽에서는 발견되지 않았다.
달에서 나온 증거로는 광물질, 화학성분 그리고 동위원소 구성 등을 아폴로 계획으로 가져온 월석과 비교함으로써 알 수 있다. 대부분의 월운석은 달에서 직경 수 킬로미터 이내의 충돌구가 생성될 때 그 충격에 의해 발사된다. 월운석의 근원이 되는 충돌구의 위치는 확인된 것이 없지만, 랄란데 충돌구에서 나온 것으로 추정되는 이례적인 월운석이 있다.